# Hiseville
Hiseville är en ort i Barren County, Kentucky, USA. År 2000 hade orten 224 invånare. Den har enligt United States Census Bureau en area på 1,9 km², allt är land.